# Angelica Page

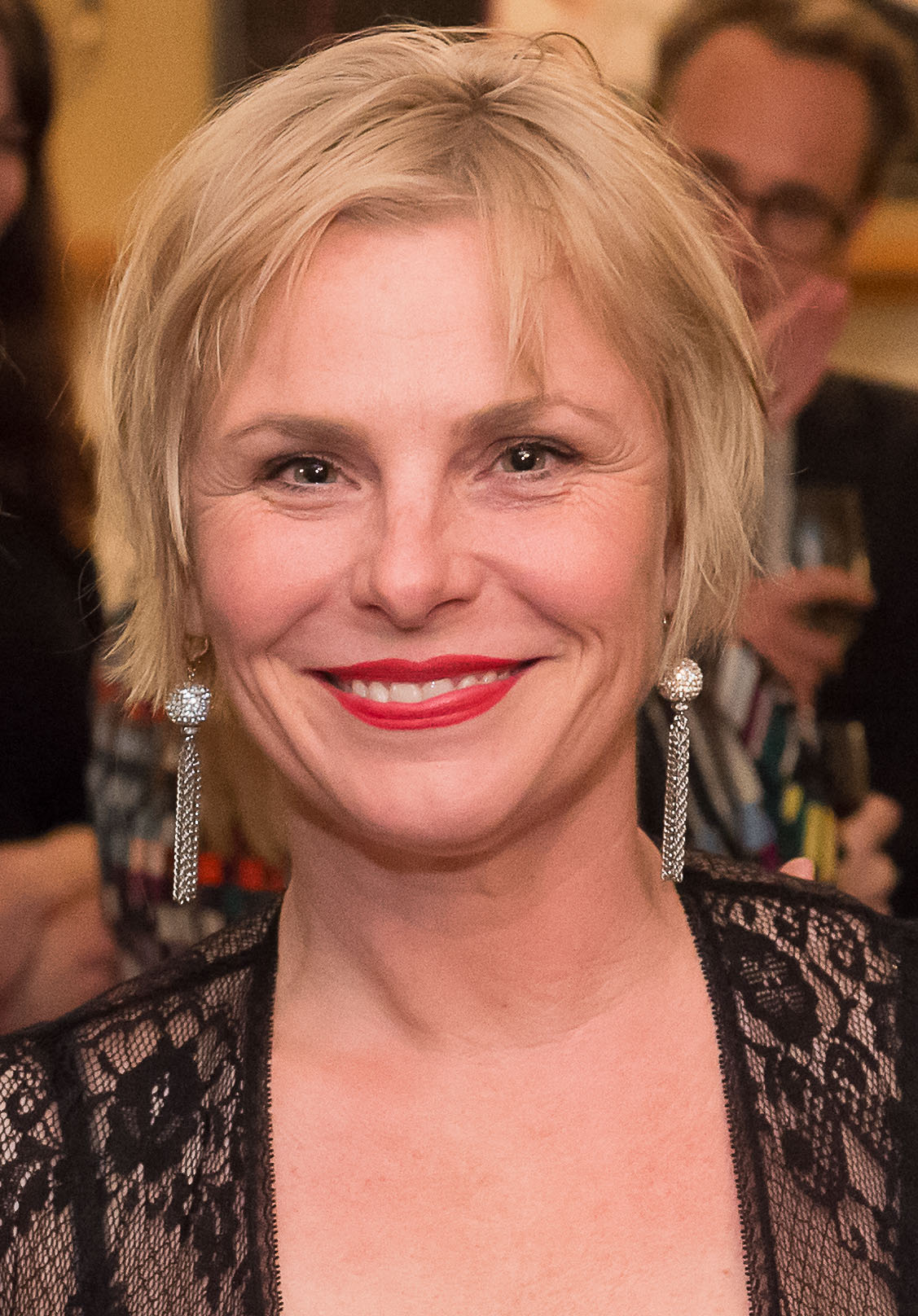
Angelica Page (2015)

Angelica Page (* 17. Februar 1964 in New York City, New York als Angelica Torn) ist eine US-amerikanische Schauspielerin.

## Leben
Page wurde als Tochter der Schauspieler Rip Torn und Geraldine Page geboren. Ihre beiden Brüder John und Tony Torn sind heute ebenfalls Schauspieler. Sie ist außerdem die ältere Halbschwester der Schauspielerin Danae Torn. Ihre Mutter starb am 13. Juni 1987. Ihr Vater war im Anschluss mit Amy Wright verheiratet, was Page zu deren Stieftochter macht.
Von 1984 bis 1992 war Page mit Keith William Burkhardt verheiratet. Gemeinsam haben sie zwei Kinder. Im Jahre 1998 heiratete sie den Schauspieler Tim Williams. Die Ehe wurde 2001 geschieden.

## Auszeichnungen
Ihr Film Lucky Days wurde 2008 auf dem Coney Island Film Festival als bester Film ausgezeichnet. Dein Preis musste sie sich mit ihrem Vater, Rip Torn, teilen.
Des Weiteren wurde Page im Jahr 2000 für ihre Rolle in dem Theaterstück Sideman mit dem Helen Hayes Award geehrt. Das Stück Edge brachte ihr 2003 eine Outer Critics Circle-Nominierung für die beste Solo-Performance ein. 2005 bekam sie den New Times Award als beste Schauspielerin.

## Filmografie (Auswahl)
- 1994: Nobody’s Fool – Auf Dauer unwiderstehlich (Nobody’s Fool)
- 1995–2005: Law & Order (Fernsehserie, 2 Episoden)
- 1998: Wrestling with Alligators
- 1999: The Sixth Sense
- 2000: Brooklyn Sonnet
- 2000: Fast Food Fast Women
- 2000: Rufmord – Jenseits der Moral (The Contender)
- 2001: Tödliches Vertrauen (Domestic Disturbance)
- 2002: Fairie
- 2008: Lucky Days (auch Regisseurin)
- 2008: Nichts als die Wahrheit (Nothing But the Truth)
- 2008: The Golden Boys
- 2009: The Hungry Ghosts
- 2010: Mint Julep
- 2016: ’79 Parts
- 2017: Never Here